# Omurano jezik
Omurano jezik (humurana, mayna, numurana, roamaina, umurano; ISO 639-3: omu), jezik Maina Indijanaca koji je izumro oko 1958. godine. Govorio se na sjevernoj obali rijeke Marañón. Hervas kao njegove dijalekte navodi chapo, coronado, humurano, maina i roamaina, no ovo je ostalo neprihvaćeno. Klasificira se samostalnoj porodici Omurano ili porodici zaparoan.

## Vanjske poveznice
- Ethnologue (14th)
- Ethnologue (15th)